# Nihat Özbirgül
Nihat Özbirgül (Ankara, 1934 – 2012 május 4.) török nemzetközi labdarúgó-játékvezető.

## Pályafutása

### Nemzetközi játékvezetés
A Török labdarúgó-szövetség Játékvezető Bizottsága (JB) terjesztette fel nemzetközi játékvezetőnek, a Nemzetközi Labdarúgó-szövetség (FIFA) 1980-tól tartotta nyilván bírói keretében. Több nemzetek közötti válogatott és klubmérkőzést vezetett, vagy működő társának partbíróként segített. Az aktív nemzetközi játékvezetéstől 1983-ban búcsúzott. Válogatott mérkőzéseinek száma: 1.

## Statisztika

### Nemzetközi válogatott mérkőzése
| #  | Dátum             | Helyszín                    | Hazai       | Eredmény | Vendég   | Kiírás      | Gólok | Esemény |
| -- | ----------------- | --------------------------- | ----------- | -------- | -------- | ----------- | ----- | ------- |
| 1. | 1980. március 30. | Belgrád, Omladinski Stadion | Jugoszlávia | 2 – 0    | Románia  | Balkán-kupa | -     |         |
|    | Összesen          |                             |             | 1        | mérkőzés |             |       |         |